# La Cumparsita
- [[:Fájl:|La Cumparsita]][[Fájl:|180px|noicon]]Részlet La Cumparsitából

Nem tudod lejátszani a fájlt?

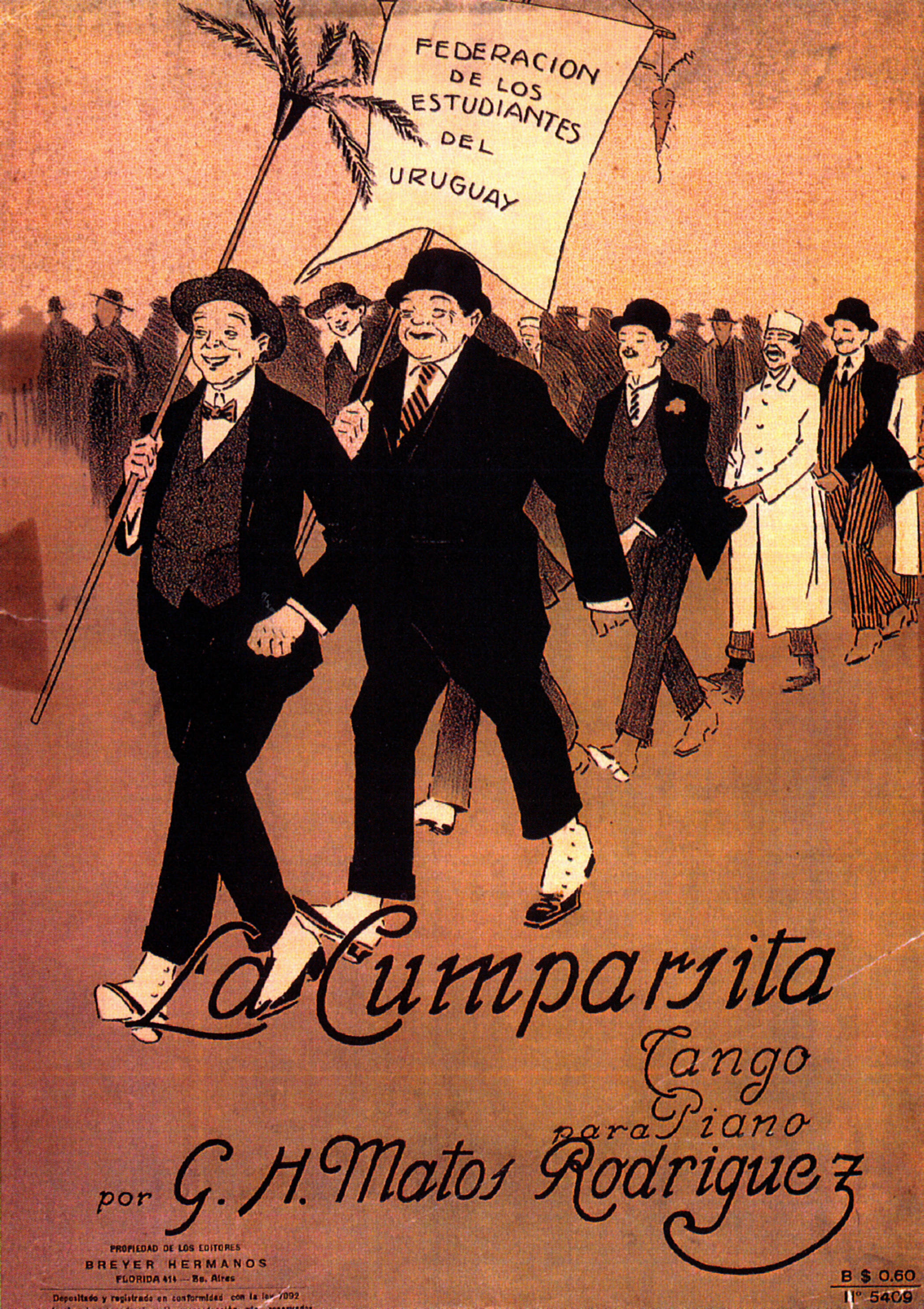
A "La Cumparsita" partitúrája

A La Cumparsita egy tangó, melynek zenéjét az uruguayi építészmérnök-egyetemista Gerardo Hernán Matos Rodríguez szerezte 1915-16 fordulója körül. A szerző kérésére Roberto Firpo hangszerelte és mutatta be zenekarával még 1916-ban Montevideóban a La Giralda kávéházban. Bár a világ mint az argentin tangó egyik reprezentánsaként ismerte meg, a dallam eredetileg az uruguayi diákszövetség (Federación de Estudiantes del Uruguay) jelmezes csapatának (la comparsa) a farsangi felvonulására készült. A darab címe (La cumparsita) a comparsa szó kicsinyítő képzős, dél-amerikai dialektus szerinti változata. Több szövege is elterjedt, közülük a legismertebb az argentin Pascual Contursi műve. Sok énekes és zenekar repertoárjának nagy sikerű darabja, harmonika átirata a hangszer virtuózainak (Tabányi Mihály) is sok sikert hozott/hoz. A La Cumparsita Uruguayban kulturális-népi himnusz (Himno Popular y Cultural), melyet egy 1998-ban hozott törvény deklarált (a hivatalos nemzeti himnusz mellett). Az argentin sportolók a 2000-es olimpián (Sydney) erre a dallamra vonultak be a nyitó ünnepségre az uruguayi kormány rosszallását nyerve el.
Az első bemutató helyszínén, a La Giralda kávéház helyén ma a Salvo-palota áll. A palotában a La Cumparsita bemutatójának emlékére tangómúzeumot rendeztek be.

## A dal híres előadói
- Nagykovácsi Ilona
- Tabányi Mihály
- Illényi Katica &  Illényi Anikó
- Gerardo Matos Rodriguez
- Malando And His Tango Orchestra
- Milva
- Gerardo Matos Rodríguez
- Julio Iglesias
- Marujita Díaz
- Annunzio Paolo Mantovani and His Orchestra [5]
- Carlos Gardel
- Fabio Mazurkievicz
- Castellani Andriaccio és Joanne Castellani
- Robson Miguel
- Richard Clayderman
- Julio Sosa
- Astor Piazzolla
- Orchestra Mondo

## Fordítás
- Ez a szócikk részben vagy egészben  a   La Cumparsita című spanyol Wikipédia-szócikk ezen változatának fordításán alapul.  Az eredeti cikk szerkesztőit annak laptörténete sorolja fel. Ez a jelzés csupán a megfogalmazás eredetét és a szerzői jogokat jelzi, nem szolgál a cikkben szereplő információk forrásmegjelöléseként.
- Ez a szócikk részben vagy egészben  a   La Cumparsita című angol Wikipédia-szócikk ezen változatának fordításán alapul.  Az eredeti cikk szerkesztőit annak laptörténete sorolja fel. Ez a jelzés csupán a megfogalmazás eredetét és a szerzői jogokat jelzi, nem szolgál a cikkben szereplő információk forrásmegjelöléseként.